# Assassin's Creed: Unity
Assassin's Creed: Unity är ett actionäventyrsspel utvecklat av Ubisoft Montreal och utgivet av Ubisoft. Det släpptes i november 2014 till Microsoft Windows, Playstation 4 och Xbox One. Det är den åttonde delen i Assassin's Creed-serien, och uppföljaren till Assassin's Creed IV: Black Flag från 2013. Det har också band till Assassin's Creed: Rogue som släpptes till Playstation 3 och Xbox 360, samma dag som Unity.
Spelet utspelar sig i Paris under den franska revolutionen, där man följer Arno Dorian i hans kamp att avslöja de verkliga krafterna bakom revolutionen. Spelet behåller seriens grundelement samt inför ett uppfräschade strids-, parkour- och stealthsystem. Spelet introducerar också kooperativ multiplayer till spelserien, där upp till fyra spelare kan delta i berättelsedrivna uppdrag och utforska den öppna spelkartan.
Assassin's Creed: Unity fick blandade recensioner under dess utgivning. Det fick beröm för dess visuella uppgraderingar och multiplayer-orienterade format, men fick hög kritik för dess svaga berättelse, oraffinerade spelupplägg och många grafikproblem och andra buggar vid dess utgivelse. På grund av dess höga mängd av buggar utfärdade Ubisoft en ursäkt; season pass-försäljningen avbröts, det som äger season pass erbjöds ett gratis digitalt kopia av en av flera nya Ubisoft-spel, och meddelade att spelets första nedladdningsbara innehåll skulle göras tillgängligt gratis.